# Basilica del Carmine (Padova)
La Basilica del Carmine, chiamata anche i Carmini, è un luogo di culto cattolico di Padova. Di origine medievale, è situata nell'area un tempo chiamata Isola di San Giacomo e si affaccia su uno spazio anticamente destinato a sagrato e a cimitero, oggi divenuto piazza Francesco Petrarca.
La chiesa, fondata nel XIII secolo, nel XIV secolo divenne parte di un grande complesso religioso dell'Ordine della Beata Vergine del Monte Carmelo. L'ordine religioso resse il complesso sino al 1806. Nel 1810, avvenuta la soppressione dell'antica chiesa di San Giacomo, la chiesa del Carmine ne assorbì il titolo parrocchiale passando quindi alla ragione del clero secolare. Il complesso conventuale, ancora esistente, è stato adibito ad usi diversi.
La chiesa, sino al 1868, era meta di un voto pubblico che si compiva solennemente - il 12 ottobre - dal 1576: l'immagine della Madonna di dietro Corte, detta anche Madonna dei Lumini, è legata ai fatti miracolosi che accaddero a Padova nell'imperversare della furiosa peste nel 1575-1576. La figura è ancora venerata dai padovani e viene invocata per la salubrità di Padova e del suo territorio.
Nel 1914 Pio X l'ha dichiarata Santuario.
Nell'ottobre del 1960 papa Giovanni XXIII l'ha elevata alla dignità di basilica minore.
La Basilica è sede di una delle più estese e popolose parrocchie della città.
Accanto alla Basilica si trova la Scuola del Carmine.

## Storia
La chiesa fu principiata nel 1212, su stimolo della Comunità padovana, e affidata ad una comunità di monache benedettine. Venne costruita in un'area a contatto con l'importante e vivace centro molitorio di Padova, posto in prossimità di Ponte Molino, e fu dedicata alla Purificazione della Vergine. Nell'ottobre 1300 la chiesa fu assegnata all'ordine dei Carmelitani, che ne mutarono il titolo dedicandola alla Beata Vergine del Carmelo. Lavori avvennero per tutto il XIV secolo e il XV secolo. La costruzione venne più volte ampliata e restaurata nel corso dei secoli: la facciata attuale, incompiuta, risale al Settecento. Con l'ondata delle soppressioni napoleoniche il tempio venne strappato ai Carmelitani e consegnato al clero diocesano. Dopo il 1810 molti arredi della chiesa di San Giacomo, poi demolita, confluirono nella chiesa del Carmine, che divenne parrocchiale assorbendo l'antico titolo di San Giacomo. La chiesa ha subito gravi danni durante le guerre mondiali, probabilmente perché situata non lontano dalla stazione ferroviaria e dall'acquedotto.
Alcuni degli avvenimenti che hanno caratterizzato la fabbrica nei secoli:
- Nel 1212 viene fondata la chiesa regolare.
- Nel 1300, il 3 ottobre, viene affidata ai Carmelitani, che la inseriscono in un grande complesso conventuale.
- Nel 1446 la chiesa è consacrata.
- Nel 1491 si verifica il crollo del tetto a causa di una nevicata e di un terremoto.
- Nel 1523 vengono completati i lavori di allargamento della navata, con la riedificazione delle fiancate mosse dalla cappelle laterali absidate.
- Nel 1696 un terremoto danneggia nuovamente la copertura della navata.
- Nel 1800, durante uno spettacolo pirotecnico fatto in onore della visita di Pio VII, la cupola brucia completamente.
- Nel 1810 la chiesa diventa parrocchiale, assumendo il titolo che era di san Giacomo. Nella chiesa entrano opere d'arte e culti della precedente comunità parrocchiale.
- Nella notte del 29 dicembre 1917 una bomba incendiaria, lanciata da un bombardiere tedesco, colpisce la cupola sprigionando un violento incendio.[2]
- Nel 1944 la cupola è danneggiata da un bombardamento, evento ricordato in una targa posta sulla facciata.

Nella chiesa si trovano illustri sepolture, tra cui: Babone Naldi, condottiero fiorentino, che è raffigurato vestito in armatura al centro della controfacciata; Tiberio Deciani, giureconsulto udinese; Antonio Cappuccio, grammatico spoletino; Pietro Trapolino, filosofo e commentatore d'Aristotele; Bartolomeo Zacco, legista; Ludovico Giustachini, legista e fondatore dell'Accademia degli Speranti.

## La Madonna di dietro Corte

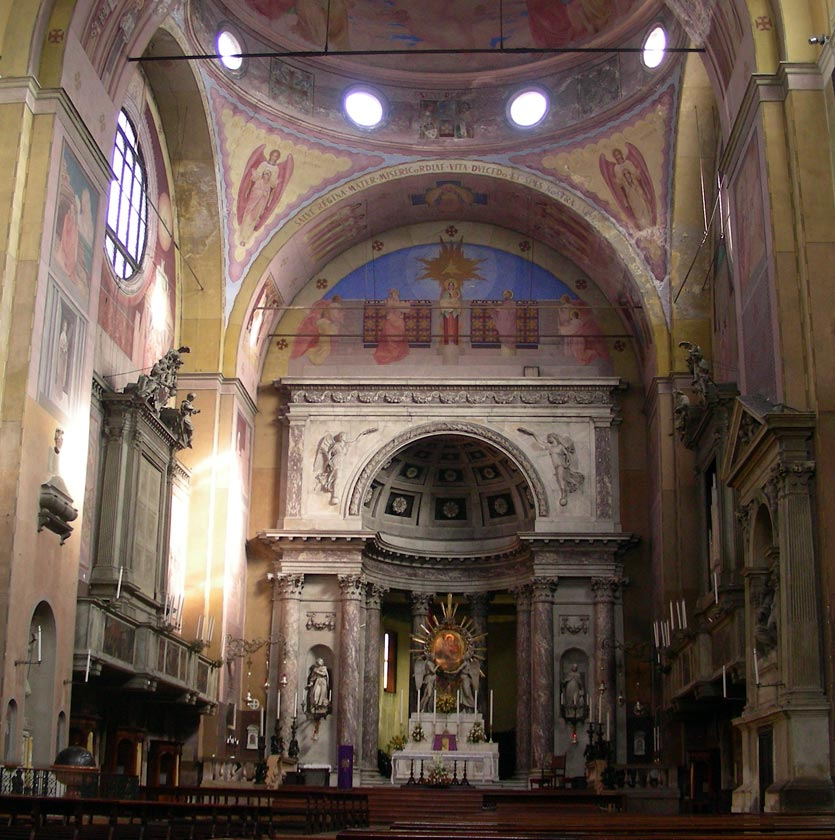
Il presbiterio con l'immagine della Madonna di dietro Corte posta sull'altare maggiore.

Dal 1576 sull'altare maggiore della chiesa dei Carmini si trova un affresco di Stefano dall'Arzere strappato da una casa di proprietà Salvazzi che si trovava dietro le mura della Corte Capitaniato. La sua presenza in questa chiesa si deve alla devozione dei padovani nei confronti della Vergine e ad un fatto miracoloso accorso nell'estate del 1576: mentre a Padova imperversava la peste, Maria apparve in sogno sia al provinciale dei Carmelitani Felice Zuccoli che al Capitanio Alvise Zorzi annunciando loro la fine della pestilenza. La Vergine chiese che la sua figura venerata nell'immagine di dietro Corte venisse portata alla chiesa dei Carmini. Dopo preghiere e digiuni, e l'assenso delle autorità, si procedette al distacco dell'affresco che avvenne con gran meraviglia per via della facilità con cui si compì l'operazione. L'immagine venne posta su un altare posticcio in corte del Capitanio. La sera del 12 ottobre 1576, un imponente corteggio, composto dai rettori veneti, dalle autorità civiche e religiose, portarono l'immagine alla chiesa dei Carmelitani alla luce di torce, candele e lumini. Dopo la grande processione cessarono le morti il contagio sparì. La processione per affidare la salute di Padova e del suo territorio si compì ogni anno, in quella data, sino al 1868. In seguito il culto si ristrinse nella sola chiesa. Alla Madonna detta spesso "dei lumini" viene offerta tuttora molta cera. L'attuale sistemazione dell'altare, di Antonio Noale, risale all'anno 1824. Per rinnovare la filiale devozione della città alla Vergine, il vescovo Elia dalla Costa, il 16 ottobre 1927, pose una corona d'oro sulla miracolosa immagine.
Pio X decretava, nel 1914, l'elevazione a Santuario della chiesa e nel 1960 Giovanni XXIII la elevava a Basilica Minore.
Oggi il culto della Madonna di dietro Corte vive all'interno della comunità parrocchiale, che festeggia il 12 ottobre con solenni liturgie. La devozione civica all'immagine è di fatto assai affievolita.

## Descrizione

### Esterno

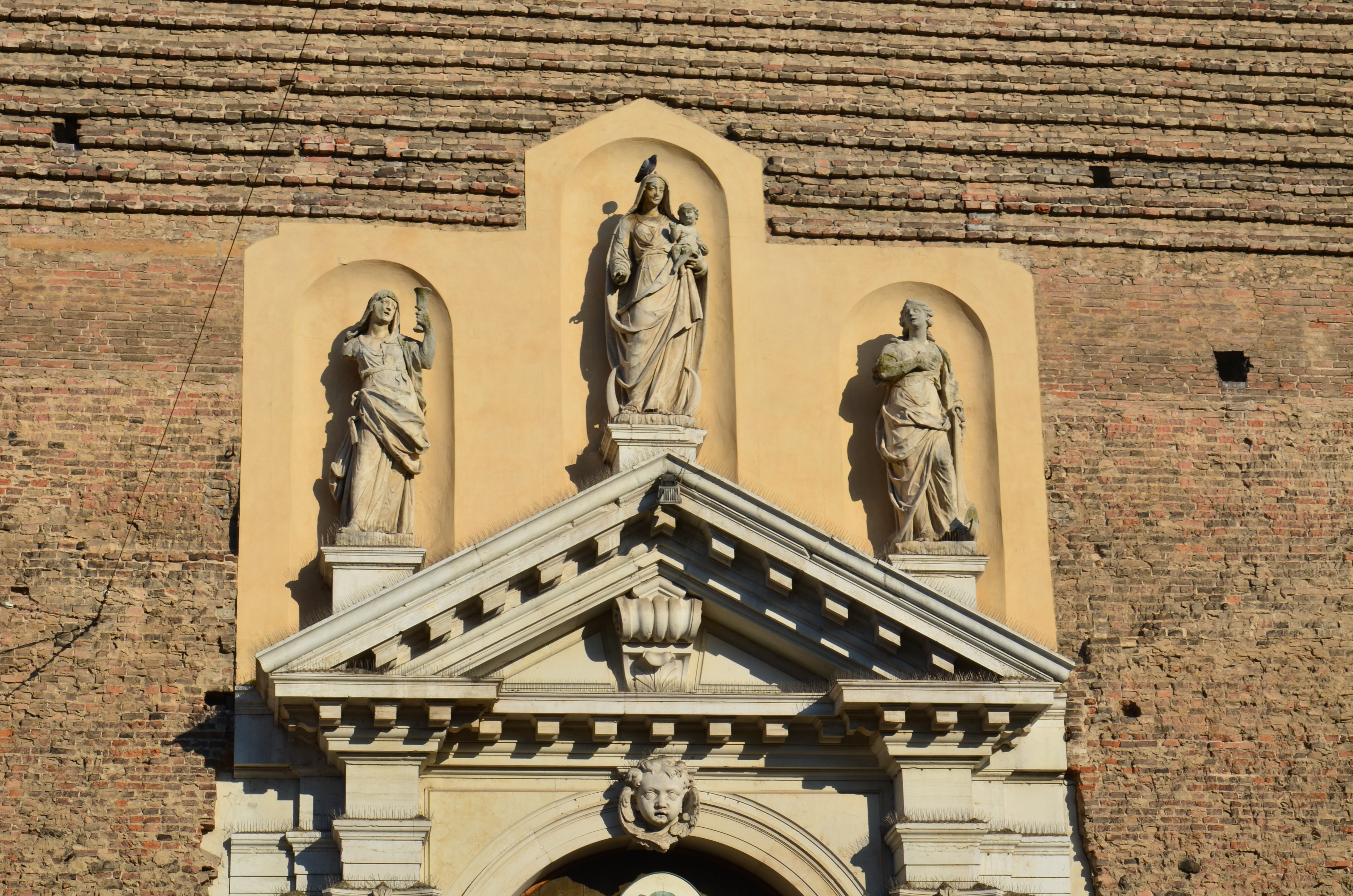
Le tre statue sulla sommità del portale, opera di Tommaso Bonazza.

La porta principale, che fu fatta nel 1412, ha battenti in legno decorati a formelle quadrate con intaglio a foglia d'acanto. Il portale, invece, fu completato nel 1737 ed è dominato da tre statue, opera di Tommaso Bonazza (1736).
Molto interessante è il sistema di cappelle estradossate che anima le pareti laterali esterne dell'edificio, rendendolo simile al progetto brunelleschiano (mai realizzato) per Santo Spirito a Firenze e alla chiesa di San Benedetto a Ferrara di Biagio Rossetti. Tale sistema fu pensato da Lorenzo da Bologna nell'ambito della ricostruzione della chiesa dopo il 1491 e rappresenta uno degli esempi pionieristici dell'architettura rinascimentale nell'entroterra veneto.
A fianco della basilica, sulla sinistra, ci sono targhe commemorative dei parrocchiani caduti nella Prima e nella Seconda guerra mondiale. Nel piazzale antistante la basilica, si erge una statua di Francesco Petrarca.

### Interno

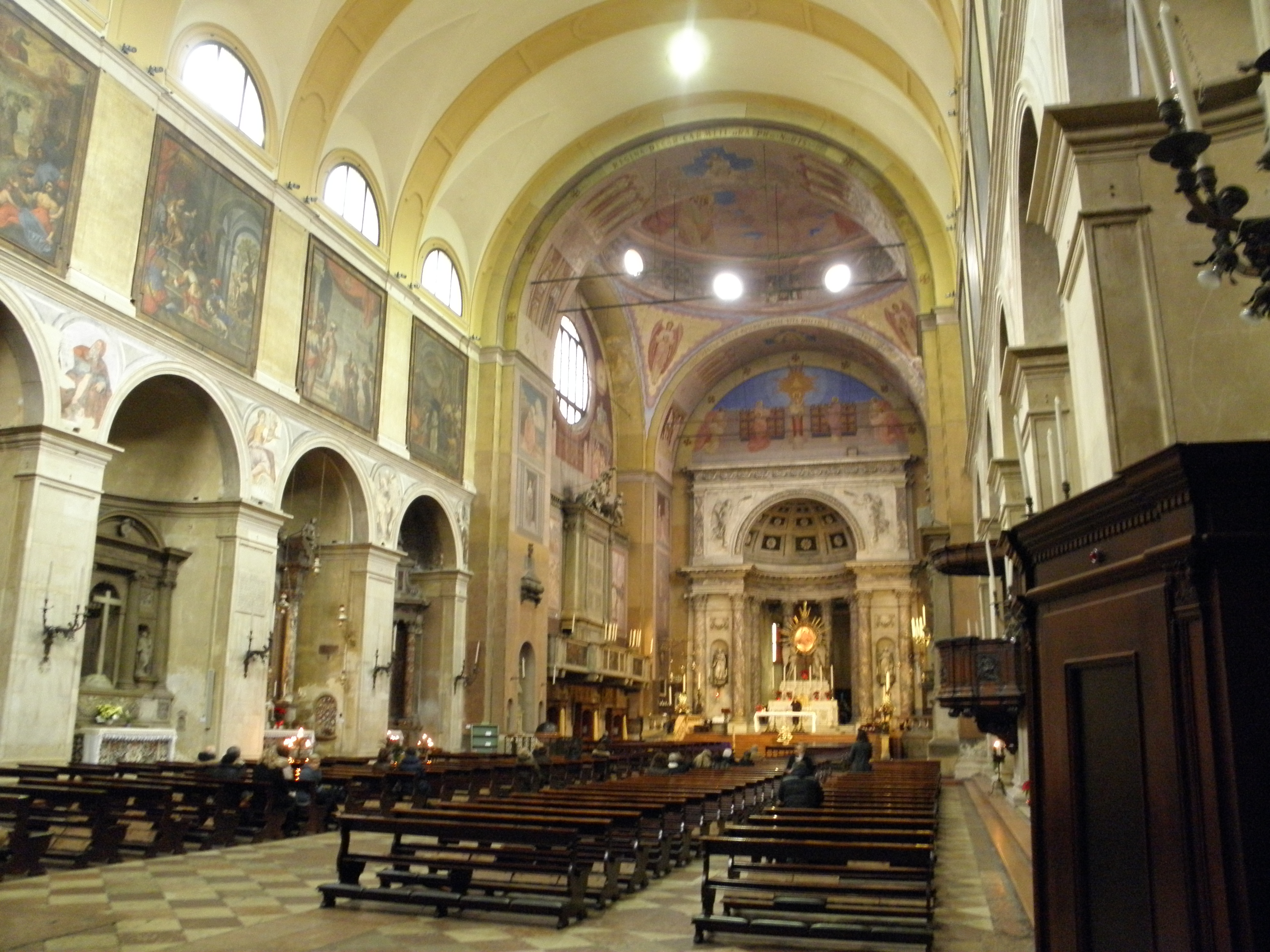
Interno

L'interno è ad unica navata con possenti archi che reggono la cupola, rifatta nel primo dopo guerra, dopo le distruzioni della prima guerra mondiale. In controfacciata si può ammirare la Annunciazione di Dario Varotari. Le due acquasantiere in prossimità dell'ingresso sono di Giovanni Bonazza.
Sull'altare maggiore, cui si accede tramite una scalinata, c'è l'immagine della "Madonna di dietro Corte". Nel paliotto è presente un bassorilievo settecentesco che raffigura l'Ultima Cena, mentre sul parapetto dell'organo a sinistra Storie dell'immagine della Madonna del Carmine di Battista Bissoni. L'abside è adornato con fastose decorazioni di Antonio Noale. Le pareti in alto sono ricoperte con grandi tele con Santi e fatti dell'Ordine Carmelitano e con Storie dell'Antico Testamento, opere di artisti di metà del XVII secolo.
Il recente restauro delle pareti della navata centrale ha portato alla luce tondi affrescati di stile rinascimentale che rappresentano alcuni Profeti (tra i quali spicca per fattura un michelangiolesco Mosè) e Sibille dell'antichità.
All'interno di una delle Cappelle alla destra della navata centrale c'è la statua della Madonna del Carmine che viene portata tradizionalmente in processione lungo le vie del quartiere ogni anno, il 16 luglio. All'interno delle nicchie laterali sono appesi alcuni ex voto per grazie ricevute.
Altri opere di interesse all'interno della basilica sono:
- Statue realizzate da Giovanni Bonazza, presenti sul terzo altare a destra;
- la pala d'altare del sesto altare a destra, che raffigura la Madre degli Zebedei davanti a Cristo, lavoro del Padovanino;
- Monumento funebre di Tiberio Deciani, giurista insigne, sculture di Francesco Segala, addossato al pilastro destro di sostegno della cupola;
- sagrestia progettata da Lorenzo da Bologna.

Il pavimento della basilica è in marmi policromi. Dalla chiesa proviene il Polittico de Lazara di Francesco Squarcione, oggi al Museo Civico di Padova.
Adiacente alla basilica, a fianco della Scoletta del Carmine, sorge un chiostro cinquecentesco.
Nella campata coperta dalla cupola, si trovano due cantorie lignee gemelle, entrambe costruite nel XVIII secolo, sopra le quali si trovano due casse barocche d'organo; mentre quella di sinistra è vuota (l'organo ivi collocato, costruito da Gaetano Callido, è stato spostato nella chiesa di San Michele Arcangelo a Ballò nel 1933), quella di destra ospita un organo costruito nel 1877 da Giovanni Battista De Lorenzi. Lo strumento, a trasmissione integralmente meccanica, ha un'unica tastiera e pedaliera, per un totale di 29 registri.

## Scuola del Carmine
Accanto alla chiesa si trova la Scuola del Carmine, già sede dell'omonima confraternita, decorata da affreschi di Giulio Campagnola, Domenico Campagnola, Girolamo Tessari e Stefano dall'Arzare.